# Parjanya
Parjanya är i indisk mytologi en av solens tolv gestalter. 
Parjanya gestaltas som ett regngivande moln eller en ko som delar med sig av sin inneboende godhet.